# Společenský dům (Luhačovice)
Společenský dům v Luhačovicích je funkcionalistická budova, která uzavírá severozápadní stranu Lázeňského náměstí (čp. 127) v Luhačovicích, lázeňském městě v okrese Zlín ve Zlínském kraji. Byla postavena v letech 1933–1935 podle projektu Františka Roitha. V roce 2005 byla zapsána do seznamu kulturních památek.

## Historie a popis
Na začátku 30. let 20. století byla v Luhačovicích vypsána architektonická soutěž na vytvoření lázeňského centra pro setkávání hostů, kterých bylo rok od roku více. Zvítězil v ní návrh pražského architekta Františka Roitha, který byl ještě podle připomínek správní rady lázní přepracován; výsledná varianta budovy je symetrická, s reprezentativní vstupní částí, s krytými i otevřenými terasami. Má plochou střechu a v její střední části je patro s pokoji. Stavba má řadu funkcionalistických rysů s detaily ve stylu art deco.
Práce začaly v roce 1933, ale neprobíhaly úplně hladce: komplikovaly je prameny minerálních vod, vyvěrající na staveništi. Voda musela být odvedena jinam a celý prostor byl upraven tak, aby už zpátky nepronikala. Stavělo se za plného lázeňského provozu, což znamenalo např. navážet materiál až večer nebo brzy ráno. Stavba byla dokončena v roce 1935; ve své době byla jednou z nejmodernějších lázeňských budov v Evropě. Kromě prostorných sálů a dalších místností pro pořádání společenských akcí v ní je i restaurace.

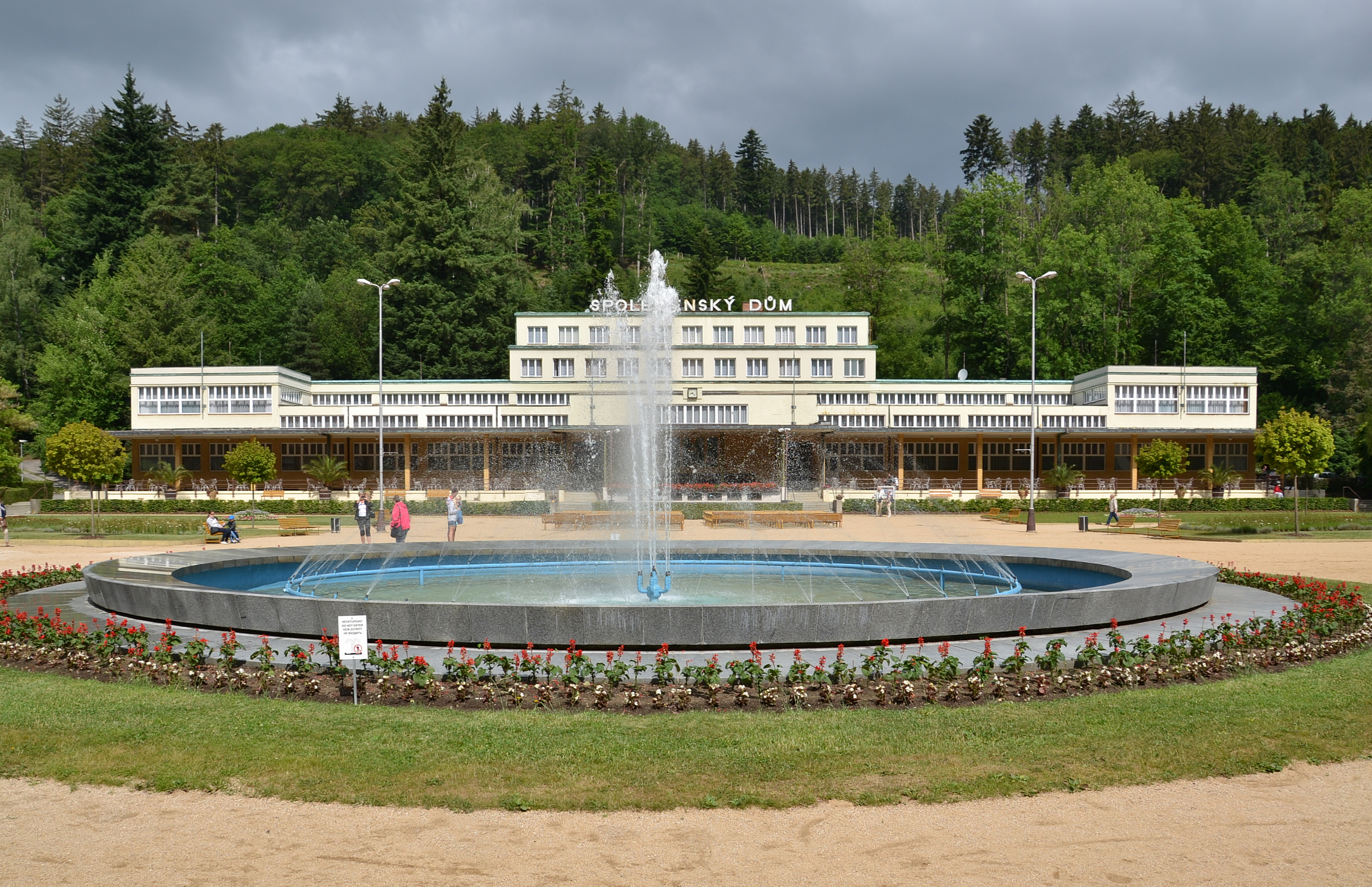
Pohled od kolonády, v popředí velká fontána

Součástí projektu byla i přestavba celé plochy mezi novou budovou a tehdejší (později, v letech 1947 až 1952 zcela přestavěnou) kolonádou; vzniklo zde Lázeňské náměstí, jehož součástí je i Jurkovičův dům a další objekty včetně tzv. velké fontány.
Společenský dům je součástí společnosti Lázně Luhačovice, a.s., je využíván jako společenské a kulturní centrum lázní a poskytuje kongresové i hotelové služby. V interiéru byla zachována i část původního nábytku, originálních svítidel a výzdoby.